# Saint-Martin-Vésubie (tổng)
Tổng Saint-Martin-Vésubie là một tổng của Pháp, ở tỉnh Alpes-Maritimes trong vùng Provence-Alpes-Côte d'Azur.
Tổng này gồm các xã Saint-Martin-Vésubie và Venanson.

## Lịch sử
| Ngày bầu cử | Tên              | Đảng | Chức vụ                                  |
| ----------- | ---------------- | ---- | ---------------------------------------- |
|             |                  |      |                                          |
| 1979        | M. Paul Chomicki |      |                                          |
| 1985        | M. Gaston Franco | RPR  | Maire de Saint-Martin-Vésubie            |
| 1992        | M. Gaston Franco | RPR  | Nghị sĩ, Thị trưởng Saint-Martin-Vésubie |
| 1998        | M. Gaston Franco | RPR  | Thị trưởng Saint-Martin-Vésubie          |
| 2004        | M. Gaston Franco | UMP  | Thị trưởng Saint-Martin-Vésubie          |

## Nhân khẩu
| 1882                                         | 1926 | 1962 | 1968 | 1975 | 1982 | 1990 | 1999  |
|                                              |      |      |      |      |      |      | 1 221 |
| -------------------------------------------- | ---- | ---- | ---- | ---- | ---- | ---- | ----- |
| Số liệu từ năm 1990: Dân số không tính trùng |      |      |      |      |      |      |       |

| Các tổng của huyện Nice |
| Tổng Beausoleil • Tổng Breil-sur-Roya • Tổng Contes • Tổng Guillaumes • Tổng L'Escarène • Tổng Lantosque • Tổng Levens • Tổng Menton-Est • Tổng Menton-Ouest • Tổng Nice-1 • Tổng Nice-2 • Tổng Nice-3 • Tổng Nice-4 • Tổng Nice-5 • Tổng Nice-6 • Tổng Nice-7 • Tổng Nice-8 • Tổng Nice-9 • Tổng Nice-10 • Tổng Nice-11 • Tổng Nice-12 • Tổng Nice-13 • Tổng Nice-14 • Tổng Puget-Théniers • Tổng Roquebillière • Tổng Roquesteron • Tổng Saint-Étienne-de-Tinée • Tổng Saint-Martin-Vésubie • Tổng Saint-Sauveur-sur-Tinée • Tổng Sospel • Tổng Tende • Tổng Villars-sur-Var • Tổng Villefranche-sur-Mer |